# Cambra de Representants d'Egipte
L'Assemblea del Poble (àrab: مجلس الشعب, Majlis ax-Xaʿb) és la cambra baixa el parlament bicameral d'Egipte. És la cambra més important en les funcions legislatives en comparació amb la cambra alta, el Consell de la Xura. D'acord amb la constitució d'Egipte, una llei separada ha de determinar el nombre total dels membres electes de l'Assemblea, tot i que no poden ser menys de 350. En l'actualitat, n'hi ha 444, de membres electes, a més de 10 membres designats pel president de la República. El país està dividit en 222 circumscripcions electorals; cada circumscripció elegeix dos membres, sempre que almenys un sigui un camperol o un treballador; per llei, almenys la meitat de l'Assemblea ha de ser integrada per treballadors i camperols. Els membres de l'Assemblea hi són elegits per períodes de cinc anys, tot i que pot dissoldre's per ordre presidencial. Tots els seients de l'Assemblea s'han de renovar en cada elecció segons el mètode d'escrutini uninominal majoritari.